# 酒井忠美
酒井 忠美（さかい ただよし）は、江戸末期の大名、明治・大正期の日本の華族。
安房国勝山藩の第9代（最後）藩主、初代（最後）知藩事を務めた。

## 略歴
安政5年（1858年）10月29日、第8代藩主・酒井忠一の長男として生まれる。幼名は鉎次郎。万延元年（1860年）に父が死去したため、同年12月29日に3歳で家督を継いだ。藩内は佐幕派と尊王派に分裂して抗争し、戊辰戦争でも抗争した上で新政府に恭順し、木更津に出兵している。慶応4年（1868年）5月、従五位下、大和守に叙任する。
明治2年（1869年）5月、同名の藩（越前勝山藩）が他にあるため、加知山藩と改名する。6月には版籍奉還により知藩事となり華族に列する。明治4年（1871年）7月14日の廃藩置県で免官され、新たに加知山県知事となる。しかし11月の廃県により免職となった。
明治12年（1879年）、嫡男の忠勇に家督を譲って隠居する。大正12年（1923年）3月13日に死去、享年66。なお、明治17年（1884年）に忠勇は子爵となるものの、明治30年（1897年）に偽造手形行使の廉で公訴が提起されたのに伴い爵位を返上している。

## 系譜
父母
- 酒井忠一（父）

正室
- 久宇 ー 酒井忠禄の娘

子女
- 酒井忠勇
- 酒井忠尚
- 福島茂富夫人
- 三井慶夫夫人